# Doom 2
Dum II - Pakao na zemlji (engl. Doom 2: Hell on Earth) je računarska igra 1994. godine, nastavak istoimene igre Doom koju je napravila kompanija id Software.

## Priča
Glavni junak je svemirski marinac (engl. Doomguy) iz prethodne epizode naučno-fantastične/horor priče Doom-a. Ovog puta on se vraća na Zemlju, pošto je pre toga boravio na Fobosu i Dejmosu. Našavši se na Zemlji, on uviđa kako je u njegovom odsustvu i ona takođe postala žrtva demona. Svi veći gradovi su postali ruševine. Zbog takvog stanja, preživele vojskovođe odlučuju da svo stanovništvo treba transportovati svemirskim brodom. Međutim, jedino mesto odakle svemrski brodovi mogu da se lansiraju je iz svemirske stanice, koju su demoni zauzeli i na nju postavili zaštitno polje. U borbi da se domognu svemirske stanice, stradaju svi vojnici, te glavni junak preostaje jedini i mora da se bori sam. On uspeva da uđe u svemirsku stanicu, likvidira sve demone, te neutrališe zaštitno polje. Time osigurava siguran spas svih stanovnika Zemlje, pa može da sedne i čeka da umre, pošto je njegova misija završena.
Međutim, Zemljani onda otkrivaju da je glavni izvor demona, rodno mesto glavnog junaka. Marinac ponovo mora da se bori, ne bi li zaustavio invaziju demona i usput nailazi na vrata Pakla, koja treba da nekako zapečati. Pošto se prethodno bori sa raznim neprijateljima, na kraju nailazi na ogromnog demona(icon of sin), čija smrt izaziva jezivo razaranje Pakla, posle čega ulaz demona na Zemlju ostaje zapečaćen.

## Nastanak
Igra je objavljena 1994. godine. Bila je napravljena u 2d-u. Nagrađena je kao najbolja naučnofantastična igra iz 1994. godine (engl. Best Fantasy or Science Fiction Computer Game of 1994) na akademiji avantirističke igre i dizajn (engl. Academy of Adventure Gaming Arts & Design and GAMA’s)
Doom II se ne razlikuje mnogo od svog prethodnika. Nije bilo značajnih tehničkih noviteta. Isti je način prelaska sa jednog nivoa na drugi: nalaženje ključeva i usput ubijanje što većeg broja čudovišta. Ovoga puta, igrač raspolaže oružjem od prvog trenutka. Na prelazu sa jednog nivoa na drugi, prikazuje se samo slika u pozadini, umesto cele mape. Igru može da igra više igrača.
Prodat je u 2 miliona kopija, što je za kompaniju Id Software bio tadašnji rekord. Zbog velike zainteresovanosti, napravljene su verzije za različite platforme: Xbox, PlayStation, Game Boy, Makintoš i druge.

## Literatura
1. 1 2  „1994 - Academy of Adventure Gaming Arts and Design, List of Winners”. Архивирано из оригинала 14. 6. 2008. г. Приступљено 28. 6. 2009.
2. ↑  Larsen, Henrik; John W.;  . „The Un-official Master Levels for Doom II FAQ”. Архивирано из оригинала 3. 9. 2009. г. Приступљено 28. 6. 2009.
3. 1 2 3 4  Doom Wiki: Doom II

## Spoljašnje veze
- Doom II na sajtu  (jezik: engleski)
- [http://www.cyberchimp.co.uk/U75105/doom.htm